# Bundesmeisterschaft 10-Ball
Die Bundesmeisterschaft 10-Ball war ein Poolbillardturnier zur Ermittlung des Deutschen Meisters in der Disziplin 10-Ball. Sie wurde zweimal jeweils in den vier Kategorien Herren, Senioren, Damen und Senioren ausgetragen. Seit 2012 findet die Deutsche 10-Ball-Meisterschaft im Rahmen der Deutschen Poolbillard-Meisterschaft statt.

## Turniersieger
| Jahr | Austragungsort | Herren          | Senioren         | Damen               | Ladies         |
| ---- | -------------- | --------------- | ---------------- | ------------------- | -------------- |
| 2010 | Sindelfingen   | Jan Hendrik Voß | Ralf Wack        | Simone Künzl        | Susanne Wessel |
| 2011 | Hannover       | Daniel Müller   | Andreas Rogowski | Vivien-Kathy Schade | Susanne Wessel |

## 2010
Die Bundesmeisterschaft 10-Ball 2010 fand vom 18. bis 21. November 2010 beim BC Sindelfingen in Sindelfingen statt.
| Disziplin | Gold                           | Silber                            | Bronze                            | Bronze                                   |
| --------- | ------------------------------ | --------------------------------- | --------------------------------- | ---------------------------------------- |
| Herren    | Jan Hendrik Voß PBSC Bonn      | Manuel Ederer BSV Dachau          | Robert Schwarz BC Stuttgart 1891  | Charly Gaede BFC Fortuna Berlin          |
| Senioren  | Ralf Wack PBC Fortuna Bexbach  | Steffen Gross PBC Bad Saulgau     | Stefan Schmidt Connect Iggelheim  | Martin Schwab PBC Lahr                   |
| Damen     | Simone Künzl BC Stuttgart 1891 | Tina Vogelmann BSF Kurpfalz       | Veronika Ivanovskaia PBV Anderten | Christine Wiechert BC Colours Düsseldorf |
| Ladies    | Susanne Wessel PBC Castrop     | Alexandra Hoffmann BSC Ingolstadt | Petra Sannwald BC Bietigheim      | Karin Bogs Bf Duisburg 02                |

## 2011
Die Bundesmeisterschaft 10-Ball 2011 fand vom 1. bis 3. Oktober 2011 in Hannover statt.
| Disziplin | Gold                                  | Silber                              | Bronze                              | Bronze                            |
| --------- | ------------------------------------- | ----------------------------------- | ----------------------------------- | --------------------------------- |
| Herren    | Daniel Müller PBSC Pforzheim          | Marcus Westen BSG Osnabrück         | André Lackner 1. PBC Wedding        | Jan Hendrik Voß PBSC Bonn         |
| Senioren  | Andreas Rogowski Kieler Billard Union | Martin Schwab PBC Lahr              | Frank Heun 1. PBSC Wesel            | Steffen Gross PBC Bad Saulgau     |
| Damen     | Vivien-Kathy Schade BC Bergedorf      | Daniela Strunz Bergische Pool Union | Nicole Mehren BF Mittelrhein        | Veronika Ivanovskaia PBV Anderten |
| Ladies    | Susanne Wessel PBC Castrop            | Karin Michl BC D. Germering         | Christine Lachenmann BC Ludwigsburg | Karin Bogs Bf Duisburg 02         |